# アイ・チョー・クリスティン
アイ・チョー・クリスティン（Ay Tjoe Christine、1973年 - ）は、インドネシアの画家。女性。

## 人物
バンドン生まれ。1997年にバンドン工科大学卒業後から創作活動を始めた。2001年に初の個展を国内で開催し、現在は世界各国で個展を行っている。